# Championnat d'Europe de football des moins de 19 ans 2007
Le Championnat d'Europe de football des moins de 19 ans 2007 est un tournoi de football qui se tient en Autriche, du 16 au 27 juillet.

## Présentation

### Qualifiés
- Autriche (pays organisateur)
- Grèce
- Portugal
- Allemagne
- Russie
- France
- Serbie
- Espagne

### Stades
Les matches se déroulent à : 
- Linz (accueille la finale)
- Steyr
- Ried im Innkreis
- Pasching

## Phase finale

### Groupe A
| Équipe   | Pts | J | G | N | P | BP | BC |
| -------- | --- | - | - | - | - | -- | -- |
| Espagne  | 5   | 3 | 1 | 2 | 0 | 3  | 1  |
| Grèce    | 5   | 3 | 1 | 2 | 0 | 2  | 1  |
| Portugal | 4   | 3 | 1 | 1 | 1 | 3  | 2  |
| Autriche | 1   | 3 | 0 | 1 | 2 | 1  | 5  |

1re journée
| 16 juillet 2007 | Grèce         | 1 – 0 | Portugal | Linzer Stadion, Linz |
|                 | Mítroglou 52e |       |          |                      |

| 16 juillet 2007 | Autriche | 0 - 2 | Espagne                      | Linzer Stadion, Linz |
|                 |          |       | Azpilicueta 52e · Ñíguez 55e |                      |

2e journée
| 18 juillet 2007 | Espagne          | 1 - 1 | Portugal    | Vorwärts-Stadion, Steyr |  |
|                 | Ñíguez 54e (pen) |       | Carriço 71e |                         |  |

| 18 juillet 2007 | Autriche                            | 1 - 1 | Grèce                         | Waldstadion, Pasching |  |
|                 | Beichler 61e (pen) · Arnautovic 86e |       | Mítroglou 15e · Ioannidis 90e |                       |  |

3e journée
| 21 juillet 2007 | Espagne | 0–0 | Grèce | Linzer Stadion, Linz |  |
|                 |         |     |       |                      |  |

| 21 juillet 2007 | Portugal               | 2–0 | Autriche | Fill Metallbau Stadion, Ried |
|                 | Bura 51e · Carriço 70e |     |          |                              |

### Groupe B
| Équipe    | Pts | J | G | N | P | BP | BC |
| --------- | --- | - | - | - | - | -- | -- |
| Allemagne | 7   | 3 | 2 | 1 | 0 | 7  | 5  |
| France    | 5   | 3 | 1 | 2 | 0 | 6  | 3  |
| Serbie    | 3   | 2 | 1 | 0 | 2 | 10 | 10 |
| Russie    | 1   | 2 | 0 | 1 | 2 | 4  | 9  |

1re journée
| 16 juillet 2007 | France                                                           | 5 - 2 | Serbie                               | Fill Metallbau Stadion, Ried |  |
|                 | Sako 23e · Monnet-Paquet 37e, 44e, 76e · Martin 51e, 90+2e (pen) |       | Sulejmani 23e (pen) · Marjanović 35e |                              |  |

| 16 juillet 2007 | Allemagne                           | 3 - 2 | Russie            | Vorwärts-Stadion, Steyr |  |
|                 | Petersen 11e · Özil 14e · Kruse 66e |       | Dzyuba 58e, 90+2e |                         |  |

2e journée
| 18 juillet 2007 | Russie                       | 2 - 6 | Serbie                                                                    | Waldstadion, Pasching |  |
|                 | Dyadyun 42e · Karišik 60 csc |       | Marjanović 11e · Bosančić 24e · Tadic 47e, 57e · Nen. Marinković 80e, 88e |                       |  |

| 18 juillet 2007 | Allemagne | 1 - 1 | France                   | Fill Metallbau Stadion, Ried |  |
|                 | Özil 5e   |       | Plessis 63e · Baysse 72e |                              |  |

3e journée
| 21 juillet 2007 | Allemagne                              | 3–2 | Serbie                       | Waldstadion, Pasching |  |
|                 | Ben-Hatira 53e · Kruse 84e · Sam 90+3e |     | Bosančić 2e · Feick 90+2 csc |                       |  |

| 21 juillet 2007 | Russie | 0–0 | France | Vorwärts-Stadion, Steyr |  |
|                 |        |     |        |                         |  |

### Demi-finales
| 24 juillet 2007 | Allemagne           | 2–3 | Grèce                                                         | Waldstadion, Pasching |  |
|                 | Ben-Hatira 25e, 65e |     | Nínis 40e · Mítroglou 58e · Pliatsikas 61e · Lampropoulos 90e |                       |  |

| 24 juillet 2007 | Espagne                                                      | 0–0 a. p. | France                                  | Vorwärts-Stadion, Steyr |  |
|                 | Montoro 120+3e · –––– · Ñíguez · Martínez · Cantero · Asenjo |           | –––– Plessis Nimani Monnet-Paquet Othon |                         |  |
|                 | Tirs au but 4-2                                              |           |                                         |                         |  |

### Finale
| 27 juillet 2007 | Grèce | 0–1 | Espagne    | Linzer Stadion, Linz |
|                 |       |     | Parejo 38e |                      |

### Meilleurs buteurs
| Joueur              | Buts | Pays      |
| ------------------- | ---- | --------- |
| Kévin Monnet-Paquet | 3    | France    |
| Kóstas Mítroglou    | 3    | Grèce     |
| Änis Ben-Hatira     | 3    | Allemagne |
| Malaury Martin      | 2    | France    |
| Mesut Özil          | 2    | Allemagne |